# Cavallino-Treporti
Cavallino-Treporti je grad i  općina od 12. 897 stanovnika u Venetu - Sjeverna Italija.

## Zemljopis
Cavallino-Treporti se nalazi na poluotoku (pješčanoj sprudi Cavallino) koja zatvara Venecijansku lagunu sa sjevera od Jadrana. Rijeka Sile koja tu ima ušće, tvori sjeveroistočnu granicu sa susjednom općinom Jesolo. 
Općina Cavallino-Treporti ima nekoliko kvartova; Cavallino, Lio Grando, Lio Piccolo, Ca' Ballarin, Ca' di Valle, Ca' Pasquali, Ca' Savio, Treporti, Ca' Vio, Mesole, Saccagnana i Punta Sabbioni.

## Povijest
Ime za poluotok Cavallino (konj) govori jasno da je nekoć ovaj kraj rabljen za uzgoj konja iz obližnje Venecije. 
Područje je cvjetalo za vrijeme rimske vladavine, dokaz za to su pronađeni podni mozaici iz vile pronađene na lokalitetu Lio Piccolo. Kraj je prosperirao i za ranog  srednjeg vijeka, kad su u sjevernom dijelu lagune prosperirali gradovi Torcello, Ammiana i Costanziaca. Nakon uspona Venecije, kraj je pao u njenu sjenu, a vremenom je postao i malaričan i slabo naseljen u kasnijim stoljećima. Oporavku kraja doprinijelo je prokopavanje kanala, i isušivanje močvarnog zemljišta.
Nakon pada Mletačke Republike i osnivanje općina, Cavallino Treporti potpao je pod Burano, i slijedio je njegovu sudbinu,  te pripojen Veneciji 1923., kad je ukinuta općina Burano.
Nova Općina Cavallino Treporti, osnovana je 29. ožujka 1999. nakon provedenog referenduma.

## Gospodarstvo
Gospodarstvo grada temelji se uglavnom na ljetnom turizmu. Po broju noćenja (gotovo 6 milijuna godišnje), Cavallino-Treporti je druga po veličini turističko-balnearna destinacija u Italiji. 
Obala Cavallina je duga pješčana plaža, uz nju leži 30 autokampova, vrlo visoke kakvoće u koje rado dolaze turisti iz sjeverne Europe; Njemačka, Austrija i posebno Danske.
Cavallino-Treporti ima relativno malo hotela, a i to što ima su mali. U posljednjih nekoliko godina, izgrađeno je dosta vikendica i apartmana za iznajmljivanje. 

## Vanjske poveznice
- Službene stranice općine Cavallino Treporti (tal.)
- CavallinoTreporti.net  Arhivirana inačica izvorne stranice od 19. listopada 2021. (Wayback Machine) (tal.)
- Parco turistico Cavallino Treporti (tal.)